# Александер Лащ
Александер Лащ — шляхтич, урядник Корони Польської. Представник роду Лащів.
Батько — Лазар з Тучап — ловчий белзький, староста тишовецький.
Посади: підкоморій белзький 1567, каштелян черський 1580, староста ковельський, холмський, засновник міста Лащів. Діти:
- Ян — підкоморій белзький, староста тишовецький, холмський, крайчий двору королівни Анни; дружина — Анна Велопольска із Ґдова